# Seila carinata
Seila carinata is een slakkensoort uit de familie van de Cerithiopsidae. De wetenschappelijke naam van de soort is voor het eerst geldig gepubliceerd in 1871 door E. A. Smith.